# Junya Kuno
Junya Kuno (født 16. august 1988) er en japansk fodboldspiller.
Han har spillet for flere forskellige klubber i sin karriere, herunder Ventforet Kofu og Fukushima United FC.